# Wojna polsko-niemiecka (1109)
Wojna polsko-niemiecka (1109) (też: Najazd Henryka V na Polskę (1109)) – konflikt zbrojny który wybuchł z powodu ataku Królestwa Niemieckiego na Księstwo Polskie przeprowadzonego pod pretekstem obrony praw księcia Zbigniewa.

## Historia

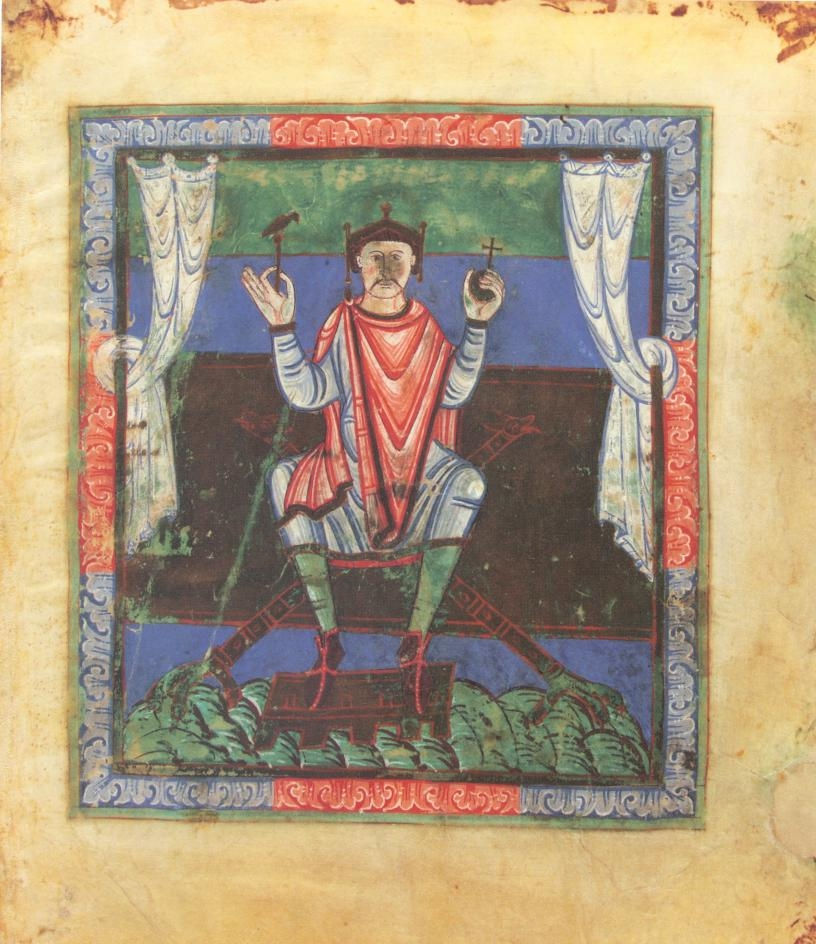
Henryk V

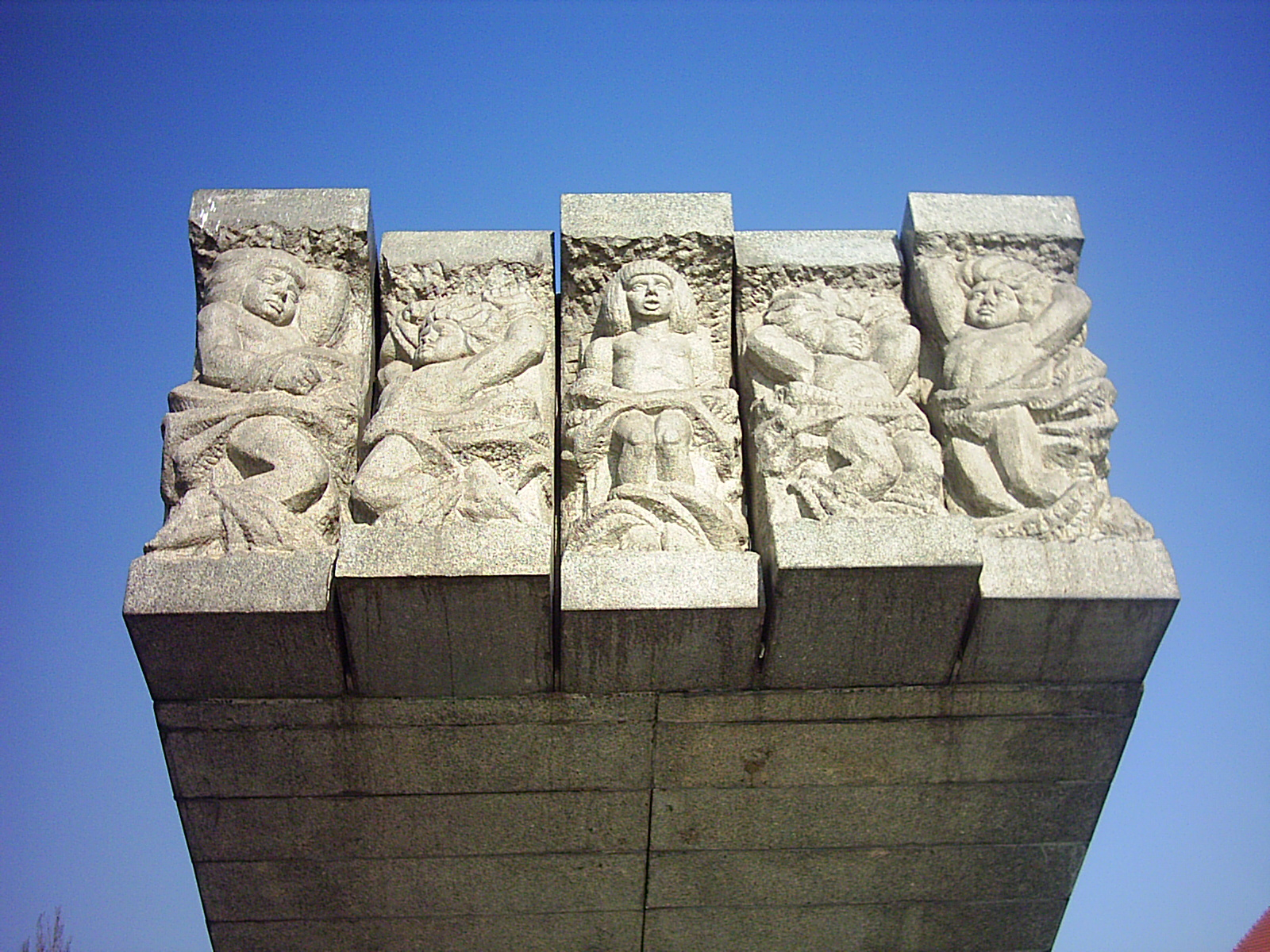
Dzieci głogowskie zabite w czasie oblężenia Głogowa, pomnik Dzieci Głogowskich.

W 1109 roku król niemiecki Henryk V postanowił zorganizować wyprawę na Polskę. Pretekst do ataku dał mu Zbigniew, który wygnany przez Bolesława Krzywoustego szukał pomocy na dworze króla Niemiec.
Armia niemiecka wyruszyła w sierpniu z Erfurtu maszerując przez Łużyce na Krosno Odrzańskie. Bolesław umocnił nadodrzańskie grody, a sam zaatakował sprzymierzone ze Zbigniewem Pomorze, zadając 10 sierpnia klęskę wojskom pomorskim w bitwie pod Nakłem. W międzyczasie armia Henryka V dotarła pod Krosno Odrzańskie, skąd następnie skierowała się w górę Odry. Idąc lewym brzegiem wojska niemieckie dążyły naprzeciw maszerującej z pomocą armii czeskiej. Po potyczce z wojskami polskimi pod Bytomiem nad Odrą, do której doszło 23 sierpnia, Niemcy i Czesi połączyli się 24 sierpnia pod Głogowem. Atak z marszu na twierdzę, poza rozbiciem części polskich oddziałów, nie doprowadził do opanowania grodu. Bolesław forsownym marszem dotarł z Pomorza w okolice Głogowa i podesłał część sił dla obrony miasta. Wojska te zostały jednak rozbite. Z resztą wojsk Bolesław stanął na prawym brzegu Odry.
Nie mogąc zdobyć Głogowa po około trzech tygodniach oblegania grodu cesarz zrezygnował z oblężenia i ruszył w górę Odry w kierunku Wrocławia. W tej sytuacji Bolesław przeprawił się na lewy brzeg Odry i wspierany przez okoliczną ludność nieprzerwanie nękał armię niemiecką. W trakcie wojny podjazdowej armia najeźdźcza poniosła bardzo ciężkie straty.
Niemieckie próby nawiązania rozmów z Bolesławem pozostały bez odpowiedzi. Także Czesi po śmierci księcia Świętopełka (21 września) odmówili dalszej współpracy z Henrykiem i wrócili do kraju. Henryk V zrozumiał, że wyprawa nie ma już żadnych szans na powodzenie i zgodził się na ustępstwa, co pozwoliło na nawiązanie pertraktacji pokojowych.
W traktacie pokojowym Bolesław Krzywousty zgodził się jedynie na płacenie trybutu lennego z ziem zachodniopomorskich, których jeszcze nie zdołał opanować. Była to bardzo nikła korzyść Niemców w porównaniu do ogromnych kosztów wyprawy i poniesionych strat.